# Liste de devises de familles françaises notoires
La liste de devises de familles françaises notoires présente de manière non exhaustive les devises de familles françaises notables (nobles ou simplement notoires) disposant déjà d'un article sur Wikipédia.
Ne figurent que les familles pour lesquelles une page existe et qui sont mentionnées parmi les sources présentes dans la section Bibliographie.
Toutes les devises de familles originaires de l'actuel territoire historique français peuvent figurer sur cette liste, quelle que soit la langue de la devise, bien qu'une éventuelle traduction soit recommandée. Quant aux familles étrangères, elle ne peuvent figurer sur cette page que si elles ont été actives en France sur au moins deux générations et si leur devise est donnée formellement en français.
Les raisons ou explications des devises sont détaillées dans les articles respectifs.

## Liste des familles
- Haut – A
- B
- C
- D
- E
- F
- G
- H
- I
- J
- K
- L
- M
- N
- O
- P
- Q
- R
- S
- T
- U
- V
- W
- X
- Y
- Z

### A
- Abzac (d') : « Qui ne veult selle, Dieu luy donne bast »[réf. nécessaire].
- Acres (des) : « Virtus sine fuco » (La valeur sans faux éclat)[1].
- Adhémar (d') : « Plus d'honneur que d'honneurs »[2],[3],[4].
- Agoult (d') : « Avidus committere pugnam » (Avide de livrer bataille)[5] ou « Hospitalité d'Agoult »[6].
- Albertas (d') : « Talis noster amor » (Tel est notre amour)[7].
- Albon (d') : « A cruce victoria » (C'est par la croix que nous sommes vainqueurs)[8].
- Albret (d') : « Gratia Dei sum id quod sum » (Par la grâce de Dieu, je suis ce que je suis)[9].
- Aligre (d') : « Non uno gens splendida sole » (Notre race a brillé sous plusieurs soleils)[10].
- Allonville (d') : « Tout pour l'honneur »[11],[12].
- Amboise (d') : « Telis opponit acumen » (Aux traits il oppose sa pointe)[13] ou « Non me labor iste gravabit » (Ce labeur ne m'accablera pas)[13],[14].
- Amelot : « Est illis igneus ardor » (Leur ardeur est de feu)[15].
- Andigné (d') : « Aquila non capit muscas » (L'aigle ne prend pas les mouches)[16],[17].
- Andlau (d') : « Simplicitas, fidelitas » (Simplicité, fidélité)[18].
- Arenberg (d') : « Christus protector meus » (Le Christ veille sur moi)[19].
- Assas (d') : « À moi, Auvergne ! »[20].
- Assier : « Je suis de bonne trempe »[21].
- Astorg (d') : « Nihil me pavet » (Rien ne m'effraye)[réf. nécessaire].
- Audiffret (d') : « Virtus omni obice major » (Un grand courage vient à bout de tout)[22].
- Audren de Kerdrel : « Tour à tour »[23],[24].
- Augier de Moussac et de Crémiers : « E spina rosæ » (De l'épine de la rose)[réf. nécessaire].
- Aumont (d') : « Uni militat astro »[25],[26].
- Auxÿ (d') : « Et toi Auxÿ »[27],[28].
- Auzac (d') : « Ut digni efficiamur promissionibus Christi » (Afin que nous devenions dignes des promesses du Christ)[réf. nécessaire].
- Avout (d') : « Justum et tenacem » (Juste et ferme) ou « Virtuti pro patria » (Mon courage est pour ma patrie)[29].
- Ayrault de Saint-Hénis : « It fama per orbem » (Sa renommée s'étend sur le monde entier)[réf. nécessaire].

- Haut – A
- B
- C
- D
- E
- F
- G
- H
- I
- J
- K
- L
- M
- N
- O
- P
- Q
- R
- S
- T
- U
- V
- W
- X
- Y
- Z

### B
- Bachasson de Montalivet : « Nec spe nec metu » (Ni par l'espoir, ni par la crainte)[30].
- Bacot : « Nusquam infidus » (Jamais infidèle)[réf. nécessaire].
- Baglioni : « Omne solum forti patria est » (L'homme courageux trouve partout  une patrie)[31],[32].
- Bailleul (de) : « Mieux mourir que faillir »[réf. nécessaire].
- Barras (de) : « Vaillance de Barras »[33],[34].
- Bastard (de) : « Cunctis nota fides » (Bonne foi connue de tous)[35],[36],[37].
- Bauffremont (de) : « Dieu aide au premier chrétien »[38],[39] ou « Plus de deuil que de joye »[40] ou « In variis nunquam varius » (Indifférents aux vicissitudes de la terre)[40].
- Beaucorps (de) : « Fiez-vous-y »[41],[42],[43].
- Beauharnais (de) : « Autre ne sers »[44],[45] ou « Nemo impune lacesset inermem » (Personne n'attaque impunément un soldat désarmé)[45].
- Beaumanoir (de) : « J'ayme qui m'ayme »[46],[47],[48] et « Bois ton sang, Beaumanoir ! »[46],[48].
- Beaumont (de) : « Amitié de Beaumont »[46],[49] ou « Impavidum ferient ruinæ » (Les ruines tombant à mes pieds me trouveraient impassible)[46],[49].
- Beauvau (de) : « Sans départir »[50],[51],[7].
- Beauvilliers (de) : « In tuto del cuore » (Du cœur en tout)[52].
- Becdelièvre (de) : « Hoc tegmine tutus » (Nous sommes en sûreté sous cet abri)[53].
- Benoist d'Azy : « Benefacientes benedicti » (Ceux qui aiment à faire le bien sont bénis)[54],[55].
- Benoist de La Prunarède (de) : « Voca me cum Benedictis » (Appelez moi parmi les bienheureux)[56].
- Berlier-Tourtour : « Pretium non vile laborum »[57].
- Berthier : « Fortes creantur fortibus et bonis » (Les grands engrendrent des puissants et des bons)[réf. nécessaire] ou « Bon sang ne saurait mentir »[réf. nécessaire].
- Bésiade (de) : « Vicit iter durum pietas » (L'attachement au roi fait oublier les pénibles sentiers de la vie)[58].
- Béthune (de) : « Nec auro nec armis »[59].
- Béthune Hesdigneul (de) : « Spes in Deo non vana » (L'espérance en Dieu n'est pas vaine)[60],[61].
- Bigorie (de) : « Rectè » (Droitement)[62].
- Bizemont (de) : « Jungat stemma virtus » (Que la valeur s'ajoute à la décoration de mon blason)[24].
- Blacas (de) : « Pro Deo pro Rege » (Pour Dieu et pour le Roi)[63],[64].
- Blois de La Calande (de) : « Agere et pati fortia » (Agir malgré les difficultés)[65],[66].
- Bodin (de) : « Pro veritate et libertate »[67] (Pour la vérité et la liberté) ou « In hoc signo vinces » (Par ce signe tu vaincras)[réf. nécessaire].
- Boisbaudry (du) : « Trans » (À travers)[réf. nécessaire].
- Boisset (de) : « Altitudo fortitudo » (Ma hauteur fait ma force)[68].
- Boissonneaux de Chevigny (de) : « Deus ubique » (Dieu est partout)[réf. nécessaire].
- Bonne (de) : « Nil nisi a numine » (Rien sans la protection de Dieu)[69] ou « Pennæ nido majores » (Les ailes sont plus grandes que le nid)[69].
- Bonnechose (de) : « Fide ac virtute »[70] (Par la foi et le courage).
- Bouays de Couësbouc (du) : « Officium et jus » (Devoir et droit)[réf. nécessaire].
- Bouëxic (du) : « Hoc tegmine tutus » (Ceci est une couverture sûre)[réf. nécessaire].
- Bourdon de Gramont (de) : « In honore et magnificentia divinæ gloriæ luceat » (Dans l'honneur et la magnificence de l'éclat de la gloire divine)[réf. nécessaire].
- Bouvier d'Yvoire : « Festina lente » (Hâtez-vous lentement)[14].
- Boyer de Fonscolombe : « Lento sed serto grada » (Notre marche est lente, mais elle est sûre)[71].
- Bréhan (de) : « Foi de Bréhan mieux vaut qu'argent »[72],[73].
- Breil de Pontbriand (du) : « Parcere subjectis et debellare superbos » (Protéger les faibles et frapper les arrogants)[74],[75].
- Broglie (de) : « Pour l'avenir »[76],[77] ou « À nul autre »[78].
- Brosse (de) : « Quo fata sequar »[79].
- Budes : « Superis victoria faustis » (La victoire est guidée par les influences heureuses qui viennent d'en-haut)[80].
- Burchard-Bélaváry : « Impavidus ! » (Sans peur !)[réf. nécessaire].
- Butler (de) : « Depressus extollor »[81],[82] (Abattu je me relève)

- Haut – A
- B
- C
- D
- E
- F
- G
- H
- I
- J
- K
- L
- M
- N
- O
- P
- Q
- R
- S
- T
- U
- V
- W
- X
- Y
- Z

### C
- Cacqueray de Valménier : « Aut gloriam aut lœthum » (La gloire ou la mort)[83] ou « Semper et ubique fidelis » (Toujours et partout fidèle)[réf. nécessaire].
- Carné (de) : « Plutôt rompre que plier »[84],[85].
- Carpentier de Changy : « Dieu m'aide »[84],[86].
- Carré de Lusançay : « Nusquam devius »[87] (Nulle part ne dévie).
- Castelbajac (de) : « Lilia in cruce floruere » (Les lys ont fleuri sur la croix)[88],[89].
- Castellane (de) : « May d'honnour que d'honnours »[17] ou « Honor ab armis » (L'honneur nous vient par les armes)[88],[17].
- Caumont (de) : « Ferme, la Force »[90], « Forcior coronatur » (Le plus fort reçoit la couronne)[91], ou « Forcior coronatur, fit via vi » (Il est couronné plus fort, la route devient plus forte)[92].
- Chabalier : « Cui me insequitur adsum » (Qui me cherche me trouve)[réf. nécessaire].
- Chabot (de) : « Concussus surgo » (Terrassé, je me relève)[93] ou « Potius mori quam fædari » (Plutôt mort que la souillure)[93].
- Chasteigner (de) : « Atavis et armis » (Illustre par mes aïeux et par mes armes)[94].
- Châteaubriant (de) : « Je sème l'or »[95],[55] et « Notre sang teint les bannières de France »[95],[55].
- Chaumont-Quitry (de) : « Furibondi Calvimontenses » (Les Chaumont ont le courage furibond[80] ou Les montagnards furibonds et chauves[96]).
- Chérisey (de) : « Toujours tout droit »[97].
- Chifflet : « Sicut serpentes, sicut columbæ » (Tels les serpents, tels les colombes)[réf. nécessaire].
- Chodron de Courcel : « À ma foy »[98].
- Choiseul (de) : « Virtutis fortuna comes »[99].
- Clérel de Tocqueville : « Virtus fidei omnia vincit » (La vertu et la foi peuvent tout vaincre)[réf. nécessaire].
- Clermont-Tonnerre (de) : « Si omnes ego non »[37] ou « Si omnes te negaverint, ego nunquam te negabo »[100] (Quant tout le monde te renie, pas moi)[37].
- Clisson (de) : « Pour ce qui me plaît »[101],[102].
- Cochin : « Requiescite Vigilo » (Reposez-vous, je veille)[réf. nécessaire].
- Coëtlogon (de) : « A peb amzer Cœtlogon » (De tout temps Coëtlogon)[103],[104].
- Coëtlosquet (du) : « Franc et loyal »[103],[105].
- Coëtmen de Tonquédec (de) : « Item, item » (De même ! De même !)[103].
- Colbert (de) : « Perite et recte » (Habileté et droiture)[106] ou « Servat et abstinet »[107] (Garde et s'abstient).
- Coligny (de) : « Je les espreuve tous »[108].
- Commarque (de) : « Cum arca » (Avec l'arche)[109].
- Cordon (de) : « Omnia sponte » (Tout sans contrainte)[réf. nécessaire].
- Cordoue (de) : « Ferme en l'adversité »[110],[85].
- Cornulier (de) : « Firmus ut cornus » (Ferme comme la corne)[111],[112].
- Cos de La Hitte (du) : « Fortitudo et celeritas » (Courage et célérité)[113],[114].
- Cosnac (de) : « Neque auro, neque argento, sed honore » (Ni par l'or, ni par l'argent, mais par l'honneur)[115],[116] ou « Neque aurum honora neque argentum » (N'honore ni l'or ni l'argent)[115],[116].
- Cossé-Brissac (de) : « Æquabo si faveas »[117] ou « Virtute et tempore » (Avec le temps et l'énergie)[118].
- Coucy (de) : « Ne suis ne Roi, ne prince aussy, je suis le sire de Coucy »[119],[120].
- Courlet de Vregille (de) : « Fais ce que [tu] dois » ou « Aide-toi »[121].
- Courrèges (de) : « Je meurs où je m'attache »[réf. nécessaire].
- Créquy (de) : « Nul ne s'y frotte »[122],[123] ou « Qui s'y frotte, s'y pique »[124].
- Croismare (de) : « Comeo fidenter » (Mes relations sont fidèles)[125],.
- Croÿ (de) : « Souvenance »[126] ou « Je maintiendray »[126].
- Crussol (de) : « Ferro non auro » (Par le fer et non par l'or)[127],[116].
- Cugnac (de) : « Comme il nous plaît »[127],[128] ou « Ingratis servire nefas »[127] (Ne pas servir un ingrat).

- Haut – A
- B
- C
- D
- E
- F
- G
- H
- I
- J
- K
- L
- M
- N
- O
- P
- Q
- R
- S
- T
- U
- V
- W
- X
- Y
- Z

### D
- Damas (de) : « Fortis et fidelis » (Courageux et fidèle)[129].
- Dampierre (de) : « Sans peur et sans reproche »[130],[55],[131].
- Dax (de) : « Decus et tutamen in armis » (L'honneur est ma cuirasse)[132].
- Delpech de Frayssinet : « Plus fort que la force »[133].
- Desgrées du Loû : « Semper fidelis » (Toujours fidèle)[réf. nécessaire].
- Dion (de) : « Domine ad adjuvandum me festina »[134] (Seigneur, hâtez-vous de venir à mon aide)[135],[80],[136].
- Dreux-Brézé (de) : « Fac quod musti, veni quod licet » (Fais ce que dois, advienne que pourra)[réf. nécessaire].
- Durat (de) : « Duravit, durat, durabit » (Il a duré, il dure, il durera)[137] ou « Durat à Sainte-Catherine »[138],[137].
- Durfort (de) : « Si ell dur, yo fort »[139] (S'il — le château — est dur, moi je suis fort)[140].

- Haut – A
- B
- C
- D
- E
- F
- G
- H
- I
- J
- K
- L
- M
- N
- O
- P
- Q
- R
- S
- T
- U
- V
- W
- X
- Y
- Z

### E
- Estampes (d') : « Virtus non prima coronat » (La force n'est pas la première couronne)[réf. nécessaire].
- Everlange (d') : « Stella duce » (Conduit par l'étoile)[réf. nécessaire].

- Haut – A
- B
- C
- D
- E
- F
- G
- H
- I
- J
- K
- L
- M
- N
- O
- P
- Q
- R
- S
- T
- U
- V
- W
- X
- Y
- Z

### F
- Ficquelmont (de) : « Nul ne m'atteint »[141].
- Fitz-James (de) : « Semper et ubique fidelis » (Toujours et partout fidèle)[142],[143] ou « Ortu et honore » (Par la naissance et l'honneur)[142].
- Forbin (de) : « Regem ego comitem me comes regem » (J'ai fait le comte Roi, le Roi m'a fait comte)[94] ou « Quo fortior, mitior » (Aussi doux que fort)[94].
- Foresta (de) : « A nido devota tonanti » (Voué à Dieu dès le berceau)[74].
- Fou (du) : « Dieu et l'honneur »[140].
- Foucault (de) : « Ores à eux »[144].
- Foudras (de) : « Sunt mihi in custodiam » (Ils sont là pour me garder)[144],[145].
- Fouquet : « Quo non ascendet? »[79] (jusqu'où ne montera-t-il pas ?) ou « Quo non ascendam? »[79],[144] (jusqu'où ne monterai-je pas ?).
- Franchet d'Esperey : « Sans frein »[83].
- Francheville (de) : « Honneur et bienfaisance »[4].
- Froissard (de) : « Servez Dieu et le Roi »[146] et « Quis ut Deus » (Qui est comme Dieu ?)[147].
- Frotier : « Nul ne s'y frotte »[réf. nécessaire].

- Haut – A
- B
- C
- D
- E
- F
- G
- H
- I
- J
- K
- L
- M
- N
- O
- P
- Q
- R
- S
- T
- U
- V
- W
- X
- Y
- Z

### G
- Galléan (de) : « Ab obice sævior ibit » (Plus l'obstacle est grand, plus sa violence augmente)[148].
- Galliffet (de) : « Bien faire et laisser dire »[149].
- Gantelet (de) : « Arma decent fortes » (Les armes sont dignes des plus forts)[réf. nécessaire].
- Gardey de Soos : « Plus d'honneur que d'honneurs »[réf. nécessaire].
- Garnier des Garets (de) : « Contre fortune bon cœur »[150], ou « Para, io ciego! » (Gare, je suis aveugle !)[151].
- Gaudart : « Dard de Dieu »[réf. nécessaire].
- Genas (de) : « Content je suis »[152].
- Gilart de Keranflec'h : « Et pour et contre »[153] ou « De Gillart servant »[153].
- Ginestous (de) : « Nec vi, nec metu » (Ni par force, ni par crainte)[153],[154] ou « Stabit atque florebit » (Il se soutiendra et il fleurira)[153].
- Goddes de Varennes (de) : « Ne vante ne foiblesse »[155].
- Goësbriand (de) : « Dieu y pourvoiera »[156],[157] ou « En attendant mieux »[157].
- Gontaut-Biron (de) : « Perit sed in armis » (Il périt mais sous les armes)[158].
- Goué (de) : « Prisca deo regique fides » (Prie Dieu et reste fidèle)[réf. nécessaire].
- Gouvello (de) : « Fortitudini » (Au courage)[159],[17].
- Goyon-Matignon (de) : « Honneur à Gouyon, liesse à Matignon »[159],[53].
- Grammont (de) : « Lo soy que soy » (Je suis ce que je suis)[160].
- Gramont (de) : « A resistente coronor » (Je suis couronné par celui qui me résiste)[161],[19].
- Grimaldi : « Deo juvante »[162] (Avec l'aide de Dieu).
- Grosourdy de Saint-Pierre (de) : « S'il plaît à Dieu »[réf. nécessaire].
- Guignard de Saint-Priest (de) : « Fort et ferme »[163] ou « Esse quam videri » (Être vaut mieux que paraître)[163].
- Guillebon (de) : « J'attends, je prétends et j'espère en tout temps »[164],[165].
- Guynement de Keralio : « Ex hasta successit oliua » (Au jardin succéda la lance)[réf. nécessaire].

- Haut – A
- B
- C
- D
- E
- F
- G
- H
- I
- J
- K
- L
- M
- N
- O
- P
- Q
- R
- S
- T
- U
- V
- W
- X
- Y
- Z

### H
- Harcourt (d') : « Gesta verbis prævenient »[166] (Que les actes précèdent les paroles)[167], « Pour ma défense »[120] ou « Le bon temps viendra »[166].
- Hauteclocque (de) : « On entend loing Hauteclocque »[168],[169].
- Hautpoul (d') : « Amat idem pugnat » (Aime et combat de même)[réf. nécessaire].
- Hay : « Crains aime Hay »[170].
- Huart (d') : « Mon cœur comme mon houx arde »[40].
- Humières (d') : « Gloire est mon partage »[réf. nécessaire].
- Huon de Kermadec : « Atao da virviquen » (Toujours à jamais)[171],[172].
- Hurault : « Certat majoribus astris » (Je prouve par les astres)[171],[165].

- Haut – A
- B
- C
- D
- E
- F
- G
- H
- I
- J
- K
- L
- M
- N
- O
- P
- Q
- R
- S
- T
- U
- V
- W
- X
- Y
- Z

### I
- Irumberry de Salaberry (d') : « Force à superbe ! Mercy à faible »[réf. nécessaire].

- Haut – A
- B
- C
- D
- E
- F
- G
- H
- I
- J
- K
- L
- M
- N
- O
- P
- Q
- R
- S
- T
- U
- V
- W
- X
- Y
- Z

### J
- Jouffroy (de) : « Virtus cum pietate juncta » (Le courage uni à la piété)[173],[49] et « Consilio et ense » (Par mes conseils et mon épée)[49].

- Haut – A
- B
- C
- D
- E
- F
- G
- H
- I
- J
- K
- L
- M
- N
- O
- P
- Q
- R
- S
- T
- U
- V
- W
- X
- Y
- Z

### K
- Kergariou (de) : « Là ou ailleurs, Kergariou »[174],[175] ou « Au bon chrétien »[174],[175].
- Kergorlay (de) : « Ayde-toi, Kergorlay, Dieu t'aidera »[176],[177].
- Kerguelen (de) : « Vert en tout temps »[178],[145].
- Kerguiziau de Kervasdoué (de) : « Spes in Deo » (Espoir en Dieu)[179],[180].
- Kermel (de) : « Audacibus audax » (Audacieux contre les audacieux)[181].
- Kermenguy (de) : « Tout pour le mieux »[181],[182].
- Kermoysan (de) : « Plutôt mourir que faillir »[183].
- Kerouartz (de) : « Tout en l'honneur de Dieu »[184].
- Kerros (de) : « Graz ha speret » (Grâce et esprit)[185],[186].
- Kersauson (de) : « Pred eo pred a vo » (Il est temps, il sera temps)[187],[188].

- Haut – A
- B
- C
- D
- E
- F
- G
- H
- I
- J
- K
- L
- M
- N
- O
- P
- Q
- R
- S
- T
- U
- V
- W
- X
- Y
- Z

### L
- Laage (de) : « Sursum corda » (Élevons notre cœur)[réf. nécessaire].
- La Barre de Nanteuil (de) : « Veritas liberavit et servabit » (La vérité a livré et sauvera)[réf. nécessaire].
- La Croix de Castries (de) : « Fidèle à son Roi et à l'honneur »[169].
- La Croix de Chevrières (de) : « Indomitum domuere cruces » (Les croix ont vaincu l'indomptable)[189] ou « Victricia signa secutus » (Suivre les signes de la victoire)[réf. nécessaire].
- Lacvivier (de) : « Tout pour l'honneur »[190].
- Ladreit de Lacharrière : « Tout droit quand même »[réf. nécessaire].
- La Fare (de) : « Lux nostris hostibus ignis » (Lumière pour les nôtres et feu pour nos ennemis)[191].
- Laffon de Ladebat : « Soyez utile »[réf. nécessaire].
- La Forest Divonne (de) : « Tout à travers »[190],[192].
- La Fouchardière (de) : « Post tenebras pero lucem » (Après l'obscurité vient la lumière)[réf. nécessaire].
- La Garde de Chambonas (de) : « Deus, Rex, amici » (Dieu, le Roi, nos amis)[réf. nécessaire].
- La Guiche (de) : « Au plus haut »[réf. nécessaire].
- Lambert des Champs de Morel (de) : « Fides toga et armis » (Nous sommes fidèles sous la toge comme sous les armes)[193] puis « Vir et civis » (Un homme et un citoyen)[réf. nécessaire].
- Lambertye (de) : « Fais le bien, advienne que pourra »[194].
- Lambilly (de) : « Point gesné, point gesnant »[195] ou « Point gesnant, point gesné »[196].
- La Motte-Ango de Flers (de) : « Mens consensia rectis » (Consensus de l'esprit juste)[réf. nécessaire].
- La Motte-Baracé (de) : « Lenitatis fortitudo comes » (Le courage est le compagnon de la douceur)[197].
- La Moussaye (de) : « Honneur à Moussaye »[198].
- Lannion (de) : « Prementem pungo » (Je pique mon aiguillonneur)[199].
- Lantivy (de) : « Qui désire n'a repos »[199],[55].
- La Poëze (de) : « Auxilium ab alta »[200] (Au secours du plus haut)[réf. nécessaire].
- La Rochefoucauld (de) : « C'est mon plaisir »[89].
- La Saussaye (de) : « Cominus et eminus » (de près comme de loin)[réf. nécessaire].
- Lascaris de Vintimille : « Gracia Dei familiæque consensu » (Par la grâce de Dieu et le consentement de la famille)[réf. nécessaire].
- Lasteyrie (de) : « Deo monstrante viam » (Dieu montre le chemin)[réf. nécessaire].
- La Taille (de) : « In terris regnat et astris » (Il règne sur la terre et dans les astres)[97].
- La Tour d'Auvergne (de) : « Sua stans mole refulget » (La tour debout par sa propre force jette des reflets brillants autour d'elle)[40].
- La Tour du Pin (de) : « Courage et loyauté »[201],[202] ou « Turris fortitudo mea »[201] (Mon courage est ma forteresse)[202].
- La Trémoille (de) : « Sine extra orbitam depressa » (Jamais hors de l'ornière)[203] ou « Où vertu guide honneur suit »[203].
- Lavaulx (de) : « Tout par amour »[204],[205].
- Law de Lauriston : « Nec obscura nec ima » (Rien d'obscur ni de bas)[17].
- Le Bas : « Vel avulsæ crescunt »[206] ou « Vel avuslscæ frondescunt » (Bien qu'arrachés ils fleurissent)[207].
- Le Clerc de Juigné : « Ad alta » (Vers les hauteurs)[208].
- Le Gouz de Saint-Seine : « Ferrum in cruce vincit » (Le fer dans la croix vaincra)[réf. nécessaire].
- Le Peletier d'Aunay : « In cruce spes et robur » (Mon espoir et ma force sont dans la croix)[209].
- Le Prestre de Vauban : « Bellicæ virtutie præmium » (Une récompense pour la valeur de la guerre)[réf. nécessaire].
- Le Tonnelier de Breteuil : « Nec pœna nec metu » (Ni peine, ni crainte)[70].
- Lévis (de) : « Dieu ayde au second chrétien Lévis »[89].
- Lorgeril (de) : « Potius Mori quam fœdari » (Plutôt la mort que la souillure)[réf. nécessaire].
- Lusignan (de) : « Pour loyauté maintenir » (Aux traits il oppose sa pointe)[210] ou « Prospérité » (Ce labeur ne m'accablera pas)[210].

- Haut – A
- B
- C
- D
- E
- F
- G
- H
- I
- J
- K
- L
- M
- N
- O
- P
- Q
- R
- S
- T
- U
- V
- W
- X
- Y
- Z

### M
- Mac Mahon (de) : « Sic nos sic sacra tuemur » (Nous défendrons la religion comme nous-mêmes)[93].
- Madaillan de Lesparre (de) : « Pour l'honneur »[réf. nécessaire].
- Magon : « Tutus mago » (On peut se fier à Magon)[211].
- Maillard (de) : « Pour assembler le sautoir, il faut maillet et chevilles »[212],[213].
- Maillé (de) : « Tant que le monde sera monde, à Maillé il y aura des ondes »[212],[191] ou « Stetit unda fluens »[214] (Reste au-dessus des flots)[réf. nécessaire].
- Mailly (de) : « Hogne qui vonra » (Se plaigne qui voudra)[71].
- Maistre (de) : « Fors l'honneur, nul souci »[215],[197].
- Mancini : « Lucia stirps claris olim lucebat alumnis »[réf. nécessaire] ou « Le temps et moi » (Mancini-Mazarini)[216].
- Marin de Montmarin : « Aspiciendo crescit » (Il s'accroît à mesure qu'on le regarde)[217].
- Martimprey (de) : « Pro fide pugnando » (Combattant pour la foi)[218],[106].
- Martin de Viviés (de) : « Auxilium meum a Domino » (Mon secours est dans le Seigneur)[réf. nécessaire].
- Massougnes (de) : « In utroque fidelis » (Fidèle des deux côtés)[219].
- Mathan (de) : « Au féal rien ne fault »[220] ou « Nil deest timentibus Deum » (Rien ne manque à ceux qui craignent Dieu)[221],[220].
- Mauny (de) : « Mauny ô toit Guesclin » ou « Jungat stemmata virtus » (Joindre l'étendard aux vertus)[réf. nécessaire].
- Maupeou (de) : « Pro fide pugnando » (Jamais à moins d'être amoureux)[réf. nécessaire].
- Méhérenc de Saint-Pierre (de) : « Noli arma fœdari, vel non loqui » (Fais honneur à tes armes ou n'en parle jamais)[222],[223].
- Mengin-Fondragon (de) : « Semper fidelis » (Toujours fidèle)[réf. nécessaire].
- Menou (de) : « Ni deuil ni joie »[224] ou « Ferierunt et ferunt insignia pacis » (Ils frappèrent et portèrent les insignes de la paix)[224].
- Menthon (de) : « Partout Menthon, toujours Menthon »[211].
- Mercy (de) : « Tout droict »[réf. nécessaire].
- Miorcec de Kerdanet : « Tout pour la charité »[225] ou « Qui s'y frotte s'y pique »[réf. nécessaire].
- Monchy (de) : « Virtus in Armis »[226] (La puissance par les armes)[réf. nécessaire].
- Monier de La Sizeranne : « Ferme en l'adversité »[227].
- Montalembert (de) : « Ferrum fero, ferro ferror » (Je porte le fer, le fer me porte)[228],[229] ou « Ni espoir, ni peur »[228],[229].
- Montesquiou-Fézensac (de) : « Hinc labor, hinc merces » (Du travail vient la récompense)[230],[231].
- Monteynard (de) : « Pro Deo, fide et rege » (Notre ambition est de mourir pour Dieu, la Foi et le Roi)[45].
- Montgolfier (de) : « Sic itur ad astra » (C'est ainsi qu'on s'élève dans les cieux)[232].
- Monti de Rézé (de) : « Inébranlable »[64].
- Montmorency (de) : « Απλανοσ » ou « Dieu ayde au premier baron chrétien »[233],[89].
- Motier de La Fayette : « Cur Non » (Pourquoi pas ?)[réf. nécessaire].
- Moustier (de) : « Moustier sera malgré le Sarrazin »[234],[235].

- Haut – A
- B
- C
- D
- E
- F
- G
- H
- I
- J
- K
- L
- M
- N
- O
- P
- Q
- R
- S
- T
- U
- V
- W
- X
- Y
- Z

### N
- Narbonne-Lara (de) : « No descendemos de los reyes, sino los reyes de nos »[236] (Nous ne descendons pas des Rois, mais les Rois descendent de nous)[106] ou « Non enim sine causa gladium portant » (Ce n'est pas sans cause qu'ils portent l'épée)[237].
- Neufville (de) : « Il appuye nostre unique espérance »[238].
- Nicolaÿ (de) : « Laissez dire »[239].
- Niort (de) : « Fidélité »[réf. nécessaire] ou « Ni or, ni argent, mais de cuivre »[réf. nécessaire].
- Noailles (de) : « Lœdimur haud auro lethale » (Nos blessures ne sont pas faites par l'or meurtrier)[12] ou « Le souffle de la mort ne nous atteint pas »[réf. nécessaire].
- Nogaret (de) : « Malo rumpi quam flecti » (Mieux vaut rompre que fléchir)[réf. nécessaire].
- Nompère (de) : « Non impar virtuti fides » (Ma fidélité égale mon courage)[58].
- Nos (des) : « Marche droit »[240] ou « Lion rampant n'est pas soumis »[241] ou « Tout pour honneur et par honneur »[228].

- Haut – A
- B
- C
- D
- E
- F
- G
- H
- I
- J
- K
- L
- M
- N
- O
- P
- Q
- R
- S
- T
- U
- V
- W
- X
- Y
- Z

### O
- Oms (d') : « Dei dono sum quod sum »[242] (Je suis ce que je suis par le don de Dieu).
- Orglandes (d') : « Candore et ardore » (Candeur et ardeur)[243],[10].
- Ornano (d') : « Deo favente comes Corsiæ » (Par la faveur de Dieu, comte de Corse)[244],[245].
- Osmond (d') : « Nihil obstat » (Pas d'obstacle)[246].

- Haut – A
- B
- C
- D
- E
- F
- G
- H
- I
- J
- K
- L
- M
- N
- O
- P
- Q
- R
- S
- T
- U
- V
- W
- X
- Y
- Z

### P
- Palluat de Besset : « Animus et prudentia » (Le courage et la prudence)[247].
- Parc (du) : « Vaincre ou mourir »[248],[249] ou « Tout est beau »[249],[250].
- Parcevaux (de) : « Mar plich Doué » (S'il plaît à Dieu)[251],[170].
- Pechpeyrou-Comminges de Guitaut (de) : « Ut fata trahunt » (Comme les destins le veulent)[252].
- Penfentenyo (de) : « Plura quam exopto » (Plus que je ne désire)[253].
- Perier (de) : « Dextera Domini fecit virtutem » (La droite du Seigneur l'a rendu puissant)[réf. nécessaire].
- Pérusse des Cars : « Fais ce que dois, advienne que pourra »[254] ou « Sic per usum fulget » (Il brille ainsi par l'usage)[255].
- Peytes de Montcabrier (de) : « Pro fide pugnavi et vici » (Je me suis battu pour la foi et j'ai gagné)[réf. nécessaire].
- Phélypeaux : « Ne obliviscaris nos venit » (N'oublie pas que nous arrivons)[réf. nécessaire].
- Pierre de Bernis (de) : « Armé pour le Roi »[256],[202].
- Pinczon du Sel : « Vite et ferme »[257].
- Plantadis (du) : « Fructum dabit in tempore suo » (Il donnera son fruit en son temps)[258].
- Plessis d'Argentré (du) : « Porta coeli crux » (La croix est la porte du ciel) ou « Qui désire n'a repos »[réf. nécessaire].
- Plessis de Grenédan (du) : « Plesseis Mavron ! »[259].
- Plessis de Richelieu (du) : « Nec momentum sine linea » (pas d'élan sans ligne)[réf. nécessaire].
- Plœuc (de) : « L'âme et l'honneur »[259],[260].
- Polignac (de) : « In antiquissimis » (Dans les temps les plus reculés)[261] ou « Sacer custos pacis » (Gardien sacré de la paix)[261],[262].
- Pontevès (de) : « Separata ligat » (Il relie ce qui est séparé)[263],[264] ou « Separata jungit »[265] (Il relie ce qui est séparé)[réf. nécessaire], ou « Fluctuantibus obstat » (Il forme une barrière contre les flots agités)[263],[264] ou « Pontevès vaut bien Sabran ! »[réf. nécessaire].
- Portes (de) : « Per plaayre » (C'est pour plaire)[266].
- Pouget de Nadaillac (du) : « Virtus in hœredes » (Notre courage est héréditaire)[267],[268] ou « Pour loyauté maintenir »[268].
- Poulpiquet (de) : « De peu, assez »[267],[269].
- Pozzo di Borgo : « Consilio et virtute » (Ils brillent par leurs conseils et leur courage)[270].
- Prat de Lamartine (de) : « Accordise de Lamartine » (Aux accords de Lamartine)[271],[272].
- Provençal de Fonchâteau (de) : « Spoliatis arma supersunt » (À qui est dépouillé, reste les armes) ou « Dieu ayde au second chrestien provençal ! » ou « Provençal jamais ne ploye ! »[réf. nécessaire].-->
- Prunelé (de) : « Freni nescia virtus » (Mon courage ne connaît pas de frein)[273],[274].

- Haut – A
- B
- C
- D
- E
- F
- G
- H
- I
- J
- K
- L
- M
- N
- O
- P
- Q
- R
- S
- T
- U
- V
- W
- X
- Y
- Z

### Q
- Quatrebarbes (de) : « In altis non deficio » (En haut ne défaille)[254].
- Quélen (de) : « Avize ! Avize ! »[275] ou « E peb amser Quélen » (En tout temps, Quélen[Note 2])[275],[276].

- Haut – A
- B
- C
- D
- E
- F
- G
- H
- I
- J
- K
- L
- M
- N
- O
- P
- Q
- R
- S
- T
- U
- V
- W
- X
- Y
- Z

### R
- Rarécourt de La Vallée de Pimodan (de) : « Mori potius quam fœdari » (Plutôt la mort que la souillure)[277],[208].
- Refuge (de ou du) : « À tous Refuge »[278].
- Ribier (de) : « Semper Fidelis » (Toujours fidèle)[réf. nécessaire].
- Ricard de Genouillac : « J'aime fort une »[réf. nécessaire].
- Robertet : « Fors Ugne » (Excepté une)[réf. nécessaire].
- Robien (de) : « Sans vanité ni faiblesse »[4].
- Rochechouart (de) : « L'esprit surpasse la matière »[réf. nécessaire] ou « Ante mare undæ » (Avant la mer, l'onde, ou bien Avant que la mer fût au monde, Rochechouart portait les ondes)[120].
- Rohan (de) : « À plus »[279] ou « Roi ne puis, duc ne daigne, Rohan suis »[279],[89].
- Rohan-Chabot (de) : « Concussus resurgo » (Frappé, je ressuscite)[280] ou « Concussus surgo » (Terrassé, je me relève)[93] ou « Potius mori quam fædari » (Plutôt mort que la souillure)[280],[93].
- Roquemaurel (de) : « Malo mori quam fœdari »[281] (Plutôt la mort que le déshonneur)[réf. nécessaire].
- Rothschild (de) : « Concordia, integritas, industria » (Union, intégrité, industrie)[282],[283].
- Rougé (de) : « Deo meisque » (Pour Dieu et les miens) ou « Rugit mais ne rougit »[réf. nécessaire] ou « Sans plus »[réf. nécessaire].
- Rouillé : « Moderatur et urget » (Il est modéré et il presse)[282],[284].
- Rouvroy de Saint-Simon (de) : « Virtus et umbra » (Courage et ombre)[285].
- Roux (de) : « Virtus servire erit honor vivere » (Le courage de servir sera l'honneur de vivre)[réf. nécessaire].

- Haut – A
- B
- C
- D
- E
- F
- G
- H
- I
- J
- K
- L
- M
- N
- O
- P
- Q
- R
- S
- T
- U
- V
- W
- X
- Y
- Z

### S
- Sabran (de) : « Noli irritare leonem » (Gardez-vous d'irriter le lion)[286],[287] ou « En avant Sabran ! »[réf. nécessaire].
- Saguez de Breuvery : « Il est ange à Jésus qui a Jésus pour ange »[réf. nécessaire] ou « Il est sage en avis et doibt à Dieu louange » ou « Clémence et vaillance »[réf. nécessaire].
- Saint-Pern (de) : « Fortis et paternus » (Fort et paternel)[61].
- Saint-Phalle (de) : « Cruce deo gladio Regi jungor » (Ma croix m'unit à Dieu et mon épée au Roi)[4].
- Saisy de Kerampuil (de) : « Qui est Saisy est fort »[288],[264] ou « Mitis ut columba » (Doux comme la colombe)[288].
- Sales (de) : « Nec plus, nec minus » (Ni plus ni moins)[288].
- Salviac de Vielcastel (de) : « Quam vetus est castrum cujus nescitur origo » (Le château est d'autant plus vieux que personne n'en connaît l'origine)[289].
- Sancerre (de) : « Passe avant le meilleur »[réf. nécessaire].
- Scorbiac (de) : « Ad decus » (À l'honneur)[réf. nécessaire].
- Séguier : « Indole bonus » (Bon par nature)[290],[169].
- Sesmaisons (de) : « Ne tanta domus pereat » (Une si grande maison ne peut périr)[246].
- Sévigné (de) : « Le froid me chasse »[48].
- Seyssel (de) : « Franc et léal »[réf. nécessaire].
- Sèze (de) : « 26 décembre 1792 »[291],[292].
- Solages (de) : « Sol agens » (Le soleil en action)[293],[229].
- Suremain (de) : « Certa manus certa fides » (Sûre main, sûre foi)[294],[295].

- Haut – A
- B
- C
- D
- E
- F
- G
- H
- I
- J
- K
- L
- M
- N
- O
- P
- Q
- R
- S
- T
- U
- V
- W
- X
- Y
- Z

### T
- Taillepied de Bondy : « Aspera non terrent » (Les difficultés ne nous épouvantent pas)[296],[297].
- Talhouët (de) : « Nil altius »[298] (Rien de plus profond).
- Talleyrand-Périgord (de) : « Rè què Diou » (Rien que Dieu)[296],[202].
- Tascher (de) : « Honori fidelis » (Fidèle à l'honneur)[299],[276].
- Testot-Ferry : « In honore et virtute ferri » (Frapper dans l'honneur et la vertu)[réf. nécessaire].
- Thou (de) : « Ut prosint aliis » (Pour être utiles aux autres)[300],[301].
- Thy de Milly (de) : « Fidelis sed infelix » (Fidèle mais malheureux)[300],[123].
- Tournemire (de) : « Aultre n'auray »[302] ou « Tu n'auras pas d'autres dieux que Moi »[réf. nécessaire].
- Truchis (de) : « Virtute et viribus » (Par le courage et les forces)[303],[231].

- Haut – A
- B
- C
- D
- E
- F
- G
- H
- I
- J
- K
- L
- M
- N
- O
- P
- Q
- R
- S
- T
- U
- V
- W
- X
- Y
- Z

### U
- Urre (d') : « À toute heure »[223] ou « En tous lieux et à toute heure »[304],[223].
- Ursel (d') : « Espère, persévère » ou « Pro obiit patria » (Il est mort pour son pays)[réf. nécessaire].
- Ussel (d') : « Huis scel mon droit »[305].

- Haut – A
- B
- C
- D
- E
- F
- G
- H
- I
- J
- K
- L
- M
- N
- O
- P
- Q
- R
- S
- T
- U
- V
- W
- X
- Y
- Z

### V
- Valon (de) : « May d'honnour qué d'honnours » (L'honneur plutôt que les honneurs)[306],.
- Vergier de La Rochejaquelein (du) : « Vendée, Bordeaux, Vendée »[307],[308] ou « Si j'avance, suivez-moi ! »[307],[308].
- Viart (de) : « VIvit et ARdeT » (Il vit et brûle)[309].
- Vichy (de) : « Tantum valent, quantum sonant »[310] (Ils sont aussi bons qu'ils sonnent)[réf. nécessaire].
- Vienne (de) : « Nobles de Vienne »[311], « Grandeur des de Vienne »[311], « Tôt ou tard Vienne »[312],[313] et « À bien Vienne tout »[312],[313].
- Viénot de Vaublanc : « Dieu aidant »[réf. nécessaire].
- Vimeur (de) : « Vivre en preux, y mourir »[314],[315].
- Virieu (de) : « Virescit vulnere virtus » (Le courage reprend des forces par les blessures)[120].
- Viry (de) : « A virtute viri » (Le courage fait les hommes)[316].
- Vissec (de) : « Sisto non sistor » (Vainqueur jamais vaincu)[réf. nécessaire].
- Vogüé (de) : « Sola vel voce leones terreo » (Par ma voix seule je terrifie les lions)[317],[93].
- Voyer de Paulmy d'Argenson (de) : « Vis et prudentia vincunt » (C'est la force et la prudence qui assurent la victoire)[318],[98].
- Vuillefroy de Silly (de) : « Semper fidelis » (Toujours fidèle)[réf. nécessaire].

### W
- Wolbock (de) : « Potius mori quam mutare » (Plutôt mourir que changer)[réf. nécessaire].

### Y
- Yzarn (d') : « Sperare contra spem » (Espérer contre toute espérance)[réf. nécessaire].